# Elisabeth Marie af Østrig
Elisabeth Marie af Østrig (Elisabeth Marie Henriette Stephanie Gisela; 2. september 1883 - 16. marts 1963) var eneste barn i ægteskabet mellem den østrigske tronfølger Rudolf og dennes hustru Stephanie af Belgien. Elisabeth blev gift to gange og fik fire børn. 

## Biografi
Elisabeth Marie blev født på slottet Laxenburg lidt udenfor Wien som barnebarn til kejser Franz Joseph 1. af Østrig. Hun blev hurtigt kejserens yndling, hvorimod kejserinde Elisabeth ikke brød sig særlig meget om at være bedstemor. Ikke desto mindre havde kejserinden i sit testamente givet det meste af sin formue til barnebarnet.
Elisabeth Maries forældre havde ikke noget særlig tæt forhold og efter farens selvmord i 1889, blev hun knyttet stærkere til sin bedstefar, kejseren. Hendes mor, Stephanie, giftede sig atter i 1900 med en ungarsk greve, hvorefter Elisabeth Marie afbrød forbindelsen til moren.

### Første ægteskab
Elisabeth Marie mødte sin første mand, Otto Weriand af Windisch-Graetz (1873-1952), ved et hofbal. Hun forelskede sig i ham og fik kejseren overbevist om at tillade et ægteskab, på trods af at Otto var lav-adelig. Otto var imidlertid allerede forlovet, men kejseren beordrede ham til at bryde forbindelsen og gifte sig med hans barnebarn. Parret blev gift på Hofburg den 23. januar 1902. Elisabeth Marie måtte give afkald på sit arvekrav til tronen, men kunne beholde sine titler og fik også en betydelig apanage af kejseren. Parret fik fire børn:
1. Franz Joseph af Windisch-Graetz (1904 - 1981), gift 1934 med Ghislaine d'Arschot Schoonhoven (1912-1997) og fik to børn.
2. Ernst af Windisch-Graetz (1905 - 1952), gift 1927 med Ellen Skinner (1906-1982), skilt 1940. Gift 1947 med Eva von Isbary (1921-).
3. Rudolf af Windisch-Graetz (1907 - 1939)
4. Stephanie af Windisch-Graetz (4. april 1909 - 29. maj 2005), gift 1933 med grev Pierre d'Alcantara de Querrieu (1907-1944) og fik et barn. Gift 1945 med Karl-Axel Björklund (1906-1986) og fik et barn.

Ægteskabet var dog næppe særlig lykkeligt og allerede efter et år gik der rygter om, at Elisabeth Marie skulle have skudt en elskerinde til Otto. Elisabeth Marie havde også selv forskellige intime forhold bl.a. med en officer og i 1915 spurgte hun sin bedstefar om tilladelse til skilsmisse. Dette ville han imidlertid ikke give og heller ikke den nye kejser, Karl 1. af Østrig, kunne give tilladelse. Sagen trak ud og først omkring 1924 blev der tilladt separation, hvor bl.a. varetægten af børnene blev fordelt i en særdeles opsigtsvækkende retssag. Denne endte dog med at børnene skulle bo hos Elisabeth Marie. 
Den østrigske lovgivning omkring skilsmisse var imidlertid ikke nem at kæmpe med og skilsmissen blev derfor først definitiv i 1948.

### Andet ægteskab
Elisabeth Marie giftede sig igen den 4. maj 1948 med Leopold Petznek (1881-1956). De havde mødt hinanden allerede i 1921 ved et vælgermøde for de østrigske socialdemokrater. Leopold var på daværende tidspunkt skolelærer men blev senere valgt som repræsentant i den østrigske Landdag. I 1934 og igen i 1944 blev han imidlertid fængslet, den sidste gang hvor han blev sat i koncentrationslejren Dachau.

### Den røde ærkehertuginde
Efter afslutningen på 1. verdenskrig blev Elisabeth Marie tiltagende interesseret for socialdemokratiske tanker og blev ganske berømt som værende Die rote erzherzogin. Efter 2. verdenskrig blev hendes bolig besat af franske tropper og hun og hendes mand kunne først vende tilbage til det i 1955. Med alderen udviklede hun svær gigt og måtte sidde i kørestol. Hendes mand, Leopold, døde i 1956 og de ligger i dag begravet i en umærket grav i Wien.